# Suolivesi (sjö i Petäjävesi, Mellersta Finland)
Suolivesi är en sjö i kommunen Petäjävesi i landskapet Mellersta Finland i Finland. Sjön ligger 108,5 meter över havet. Arean är 2,28 kvadratkilometer och strandlinjen är 19,93 kilometer lång. Sjön  ingår i Kymmene älvs huvudavrinningsområde.   Den ligger omkring 29 kilometer väster om Jyväskylä och omkring 220 kilometer norr om Helsingfors. 
I sjön finns öarna Mäntysaari, Vasikkosaari och Palosaari. Dessutom där finns Pinkkaniemi udde. 